# Стефан Самарџић
Стефан Самарџић (Сарајево, 1984) доктор је правних наука и асистент Правног факултета Универзитета у Новом Саду.

## Образовање
Дипломирао на Правном факултету у Новом Саду 2008. године и изабран за сарадника у настави на предмету Кривично право. На дипломским академским мастер студијама 2010. године одбранио је рад под називом „Утицај узраста учиниоца на примену кривичног права“ и изабран у звање асистента. Докторску дисертацију на тему „Рехабилитација лица осуђених из политичких или идеолошких разлога и њене правне последице“одбранио је 2017. године под менторством проф. др Бранислава Ристивојевића и исте године изабран је у звање асистента са докторатом.
У току редовних студија био је стипендиста Фонда за стипендирање даровитих студената Универзитета у Новом Саду.

## Чланство у организацијама и телима
Обављао је послове менаџера Зборника радова Правног факултета у Новом Саду и сарадника за јавне набавке

## Изабрана библиографија
- Самарџић, Стефан (2011). „Кривичноправна реакција у области заштите животне средине” (PDF). Зборник радова Правног факултета у Новом Саду. XLVII br. 3: 493—512. Архивирано из оригинала (PDF) 08. 12. 2021. г. Приступљено 07. 12. 2018.
- Самарџић, Стефан (2011). „Универзална доња старосна граница способности за кривичну одговорност” (PDF). Зборник радова Правног факултета у Новом Саду. XLV br. 2: 441—457.
- Самарџић, Стефан (2012). „Кривичноправни појам детета у међународним документима и медицински методи утврђивања старости лица”. [[Права дјетета и равноправности полова – између нормативног и стварног, са међународног научног скупа одржаног на Палама, Босна и Херцеговина]].
- Самарџић, Стефан (2012). „Натурална реституција у Србији – период гестације” (PDF). Зборник радова Правног факултета у Новом Саду. XLVI br. 4: 443—468. Архивирано из оригинала (PDF) 08. 12. 2021. г. Приступљено 07. 12. 2018.